# Дем'ян Лука Васильович
Дем'ян Лука (6 червня 1894, Верхні Ворота, Україна — 16 травня 1968) — український письменник, збирач фольклору.

## Життєпис
Народився в сім'ї багатодітній селянина-бідняка. Був делегатом і виступав на Хустській народній раді 1919 року, яка ухвалила Возз'єднання Закарпатського краю з Україною.
У 1920 році заснував у рідному селі перше на Верховині кооперативне товариство і до 1927 році працював там продавцем.
В 1928—1932 заочно закінчив неповну середню школу.
З 1928 працює в Мукачеві на залізниці кондуктором, черговим на зупинках, звідти в 1956 році виходить на пенсію.
Останні три десятиліття проживав у Мукачеві.

## Творчість
У 1908, будучи учнем початкової школи, почав писати записувати народні пісні, пізніше казки, анекдоти та щедрівки.Разом з братом зібрав і записав 25 рукописних томів русинських казок,легенд,коломийок,історичних пісень,коляд,балад,загадок.В 1836-1938 роках зібрав великий етнографічний матеріал для Підкарпатського етнографічного  музею в Ужгороді.
У 1911 будапештська щотижнева газета «Неділя» опублікувала його перші фольклорні записи.З початку 20-х років писав оповідання і повісті  виключно на русинській мові.В радянський період перейшов на українську літературну мову.
Зібрана ним народнопоетична творчість друкувалася в багатьох місцевих періодичних виданнях, як «Наука», «Підкарпатська Русь», «Літературна неділя» у різноманітних календарях, читанках тощо, Частину своїх записів збирач передавав до Інституту мистецтвознавства, фольклору та етнографії ім. М. Т. Рильського АН УРСР.
Лука Демян був  одним з чільних діячів національно-культурного життя  в період Карпатськох України.Завдяки його праці,а також Івана Григи,братів Сютриків,священника Василя Лара село Верхні Ворота стало найпередовішим з огляду національного освідомлення на Верховині.Лука Демян був особисто знайомий з письменниками Василем Гренджою-Донським і Володимиром Бірчаком,у нього гостив і записував фольклор професор Іван Панькевич.
Один з перших закарпатських письменників, який почав писати твори сучасною мовою. Окремо вийшли:
- «Чорт на весіллі» (1921),
- «Відьма» (1924),
- «Із села» (1943),
- «Весілля без жениха» (1956),
- «Зустріч» (1961),
- «Оповідання синіх Карпат» (1966)
- "Де гори Карпати" (Київ, "Дніпро", 1985)

У його обробці вийшли дві збірки закарпатських народних казок — «Зачарована підкова» (1959), «Казки» (1969).
Шість оповідань включено до збірки «Закарпатські приповідки», що видана в Югославії («Руське слово», Нови Сад, 1979). У творах змальовується життя закарпатських селян, переважно лемків.
Помер письменник 16 травня 1968 року.Його могилу на Росвигівському кладовищі в 1973 році відвідали Василь Гренджа-Донський і Василь Пагиря. В Мукачеві іменем Луки Демяна названа вулиця.